# Anže Lanišek
Anže Lanišek (geboren am 20. April 1996 in Ljubljana) ist ein slowenischer Skispringer.
Lanišek startet seit 2014 mit Unterbrechungen im Skisprung-Weltcup, in dessen Gesamtwertung er in der Saison 2022/23 den dritten Platz erreichte und in dem er bislang sechs Wettbewerbe in Einzelwettkämpfen für sich entscheiden konnte. Hinzu kommen vier Weltcupsiege mit dem slowenischen Team.
Bei der Skiflug-Weltmeisterschaft 2022 in Vikersund sowie bei den Nordischen Skiweltmeisterschaften 2023 in Planica und 2025 in Trondheim wurde er jeweils Weltmeister im Teamwettbewerb der Männer. Außerdem gewann er bisher noch drei weitere Medaillen bei Nordischen Skiweltmeisterschaften, darunter eine Einzelmedaille.

## Werdegang
Anže Lanišek, der für den SSK Mengeš startet, trat nach einem siebten Platz mit der Mannschaft bei den slowenischen Meisterschaften im Skispringen 2010 bei Nachwuchswettbewerben der Fédération Internationale de Ski in Eisenerz im März 2010 zum ersten Mal international in Erscheinung. Ab Juli 2010 startete er im FIS Cup, ab September 2010 auch im Skisprung-Alpencup. Im Juli 2011 gab er sein Debüt im Skisprung-Continental-Cup. In Kranj erreichte er dabei am 3. Juli 2011 bei seinem zweiten Wettkampf in dieser Serie mit dem 30. Platz den ersten Punktgewinn. Nach weiteren Springen im Alpencup nahm er an den Olympischen Jugend-Winterspielen 2012 in Innsbruck teil, bei denen er die Goldmedaille im Einzel sowie die Silbermedaille im Mixed-Team gemeinsam mit Urša Bogataj und Luka Pintarič gewinnen konnte. Beide Wettkämpfe wurden von einer Schanze mittlerer Größe ausgetragen.
Eine Woche nach den Jugend-Winterspielen erreichte der zu diesem Zeitpunkt 15-jährige Lanišek einen fünften Platz beim Continental-Cup-Springen Saison 2011/12 in Bischofshofen. Im zweiten Springen auf der Paul-Außerleitner-Schanze am darauffolgenden Tag, dem 29. Januar 2012, erlangte er seinen ersten Sieg im Continental Cup. Dennoch sprang er anschließend zunächst wieder vorwiegend im FIS Cup beziehungsweise Alpencup, wobei er in diesen beiden Wettbewerbsserien im weiteren Verlauf dieses Winters noch jeweils zwei Springen in Kranj sowie in Chaux-Neuve gewinnen konnte. Bei den Nordischen Junioren-Skiweltmeisterschaften 2012 in Erzurum verpasste er im Teamspringen mit Rok Justin, Jaka Hvala und Nejc Dežman auf dem vierten Platz nur knapp einen Medaillengewinn. Zuvor hatte er im Einzelspringen beim Titelgewinn Nejc Dežmans den neunten Platz erreicht.
Nach dem 28. Platz im Gesamt-Continental-Cup der Saison 2011/12 startete Lanišek im Sommer 2012 gelegentlich im Alpencup. Mit einem vierten Platz als bis dahin bestem Resultat in der Continental-Cup-Saison 2012/13, wiederum erzielt in Bischofshofen, reiste er zum Europäischen Olympischen Winter-Jugendfestival 2013 in Râșnov, bei denen er hinter Cene Prevc und vor Thomas Hofer die Silbermedaille im Einzel gewann. Gemeinsam mit Nejc Seretinek, Cene Prevc und Florjan Jelovčan gewann er die Goldmedaille im Teamspringen. Mit dem Mixed-Team, zu dem außer Cene Prevc und ihm selbst auch Anja Javoršek und Julija Sršen gehörten, erlangte er mit einer weiteren silbernen seine dritte Medaille bei diesem Jugendfestival. Im Continental Cup, in dem der vierte Platz in Bischofshofen sein bestes Saisonergebnis bleiben sollte, belegte er den 102. Rang in der Gesamtwertung.
Bei den Nordischen Junioren-Skiweltmeisterschaften 2014 im italienischen Predazzo belegte er im Einzelwettbewerb den zwölften Platz und wurde mit der slowenischen Mannschaft an der Seite von Cene Prevc, Tomaž Verbajs und Andraž Modic. Im Rahmen der Saison 2013/14 gewann er am 8. Februar 2014 im US-amerikanischen Iron Mountain zum zweiten Mal ein Continental-Cup-Springen. Im Gesamt-Continental-Cup wurde er in diesem Jahr Siebter. Am Ende der Weltcup-Saison 2013/14 gab er am 21. beziehungsweise am 23. März 2014 bei zwei Wettbewerben in Planica als Teil der nationalen Gruppe sein Debüt im Skisprung-Weltcup, blieb dabei mit den Plätzen 34 und 40 allerdings noch ohne Punkte.
Im Sommer-Continental-Cup 2014 gelangen Lanišek zwei Siege in Klingenthal und Trondheim. Zum Auftakt der Weltcup-Saison 2014/15 in Klingenthal sprang er auf den 21. Platz und erhielt somit seine ersten Weltcuppunkte. Bei den Junioren-Weltmeisterschaften 2015 in Almaty konnte er sich im Vergleich zum Vorjahr in beiden Wettbewerben um einen Platz verbessern und wurde im Einzelspringen Elfter und mit der Mannschaft, die neben ihm aus Cene Prevc, Domen Prevc und Andraž Modic bestand, Fünfter. Zuvor hatte er in Planica ein weiteres Continental-Cup-Springen gewonnen, was er kurz danach in Lahti wiederholen konnte. Den Continental Cup 2014/15 beendete er als Dritter der Gesamtwertung.
Am 21. November 2015 war Lanišek neben Domen Prevc, Jurij Tepeš und Peter Prevc Teil der slowenischen Mannschaft, die beim Weltcup in Klingenthal auf den zweiten Platz im Team sprang, was seine erste Podiumsplatzierung im Weltcup bedeutete. In der Saison 2015/16 kam er regelmäßig im Weltcup zum Einsatz, wobei er am 13. Dezember 2015 mit Platz vier in Nischni Tagil seine bis dahin beste Weltcupplatzierung erreichte. Am 18. Dezember 2015 gewann er die Qualifikation für den ersten Wettkampf in Engelberg. Bei der Vierschanzentournee 2015/16 belegte er den 22. Rang in der Gesamtwertung, mit einem 16. Platz in Oberstdorf als bestem Resultat bei den vier Springen der Tournee.
Im Januar wurde er für die Skiflug-Weltmeisterschaft 2016 in Bad Mitterndorf nominiert und erreichte dort den zwölften Platz im Einzel und mit Robert Kranjec, Jurij Tepeš und Peter Prevc Rang vier im Teamfliegen. Zum Abschluss seiner Junioren-Laufbahn belegte er bei den Junioren-Skiweltmeisterschaften 2016 in Râșnov im Einzel Rang 16 und wurde mit der slowenischen Mannschaft im Teamwettbewerb an der Seite von Tilen Bartol, Bor Pavlovčič und Domen Prevc wie im Vorjahr Fünfter. Den Gesamtweltcup der Saison 2015/16 schloss er mit 232 Punkten auf dem 25. Platz ab. Damit übertraf er das Gesamtergebnis aus der Vorsaison, als er mit 23 Punkten den 62. Rang erreicht hatte.
Zu Beginn der Saison 2016/17 konnte er nicht an diese Leistungen anknüpfen und startete nach dem Jahreswechsel zunächst wieder im Continental Cup. In diesem gewann er auf Anhieb sein erstes Springen in Garmisch-Partenkirchen am 14. Januar 2017. Nach weiteren Podiumsplatzierungen im zweiten Springen von Garmisch-Partenkirchen und bei den Wettbewerben in Sapporo rückte er ab den Springen in Willingen wieder in das slowenische Weltcupteam auf und gewann mit dem 21. Platz beim Skifliegen in Oberstdorf am 4. Februar 2017 seine ersten Weltcuppunkte in dieser Saison. Zwei Wochen später stellte er am 15. Februar 2017 in Pyeongchang mit dem vierten Platz sein Bestresultat im Weltcup ein.

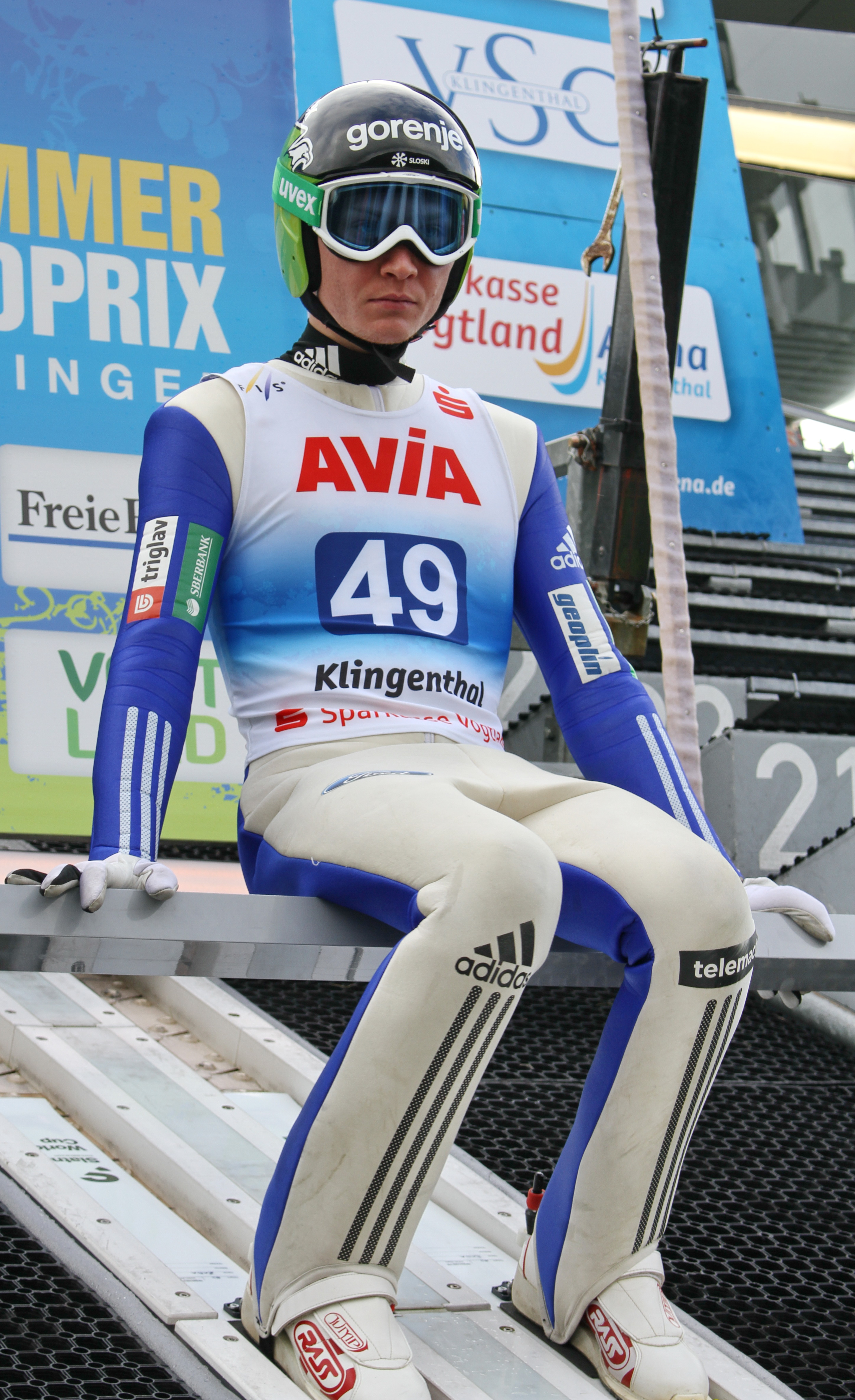
Lanišek beim Grand Prix in Klingenthal (2017)

Bei den Nordischen Skiweltmeisterschaften 2017 im finnischen Lahti wurde er 36. im Einzelspringen von der Großschanze und verpasste in den Teamwettbewerben als Vierter im Mixed-Team-Wettbewerb mit Nika Križnar, Ema Klinec und Peter Prevc und als Fünfter im Teamwettbewerb der Männer mit Jurij Tepeš, Jernej Damjan und Peter Prevc jeweils knapp die Medaillenränge. Er wurde 33. im Gesamtweltcup. Am 27. August 2017 konnte er beim Grand-Prix-Springen in Hakuba als Dritter erstmals eine Podiumsplatzierung auf höchster Ebene erringen. Nachdem er die beiden folgenden Springen in Tschaikowski gewonnen hatte, beendete er den Grand Prix 2017 als Zweiter der Gesamtwertung.
Nachdem er im Winter 2017/18 zuvor noch ohne Weltcuppunkte geblieben war, startete Lanišek ab der Zeit um den Jahreswechsel wie im Vorjahr im Continental Cup, wo er im Saisonverlauf drei Springen in Erzurum und Planica gewann und Achter der Gesamtwertung 2017/18 wurde. Er blieb in dieser Saison ohne Weltcuppunkte. Im Gesamtweltcup der Saison 2018/19 belegte er den 30. Platz. Bei den Skiweltmeisterschaften 2019 in Seefeld in Tirol wurde er im Einzelwettbewerb auf der Großschanze 35. und belegte mit der slowenischen Mannschaft, die neben ihm noch aus Peter Prevc, Žiga Jelar und Timi Zajc bestand, den sechsten Rang im Teamwettkampf der Männer.
Zu Beginn der Weltcup-Saison 2019/20 sprang er in Wisła als Zweiter sowie in Kuusamo als Dritter zweimal auf das Podium. Es waren seine ersten beiden Podiumsplatzierungen im Skisprung-Weltcup. Bei den slowenischen Meisterschaften 2019 in Planica gewann Lanišek den Meistertitel im Einzel. Im Gesamtweltcup 2019/20 lag er am Saisonende auf Platz 15. Im Winter 2020/21 erreicht er vier Podiumsplatzierungen und den neunten Platz im Gesamtweltcup. Darüber hinaus wurde er erneut slowenischer Meister, bei der Skiflug-Weltmeisterschaft 2020 in Planica Zwölfter im Einzel sowie mit Domen Prevc, Peter Prevc und Bor Pavlovčič Vierter im Team.
Zudem nahm er an den Nordischen Skiweltmeisterschaften 2021 in Oberstdorf teil. Dort gewann er am 27. Februar 2021 im Einzelspringen von der Normalschanze die Bronzemedaille. Einen Medaillengewinn im Mixed-Team-Springen verpasste er gemeinsam mit Nika Križnar, Bor Pavlovčič und Ema Klinec auf dem vierten Platz nur knapp. Im Einzelspringen von der Großschanze wurde er ebenso im Teamspringen der Männer, in diesem als Schlussspringer der Slowenen zusammen mit den drei Prevc-Brüdern Cene, Peter und Domen, Fünfter.
Im olympischen Winter 2021/22 konnte Anže Lanišek am 28. November 2021 auf der Rukatunturi-Schanze in Kuusamo nach zuvor sieben Podiumsplatzierungen als Zweiter oder Dritter sein erstes Weltcupspringen gewinnen. Am 15. Januar 2022 war er in Zakopane an der Seite von Lovro Kos, Peter Prevc und Timi Zajc auch erstmals in einem Teamwettbewerb im Weltcup siegreich. Am 28. Januar 2022 folgte gemeinsam mit Ema Klinec, Cene Prevc und Urša Bogataj in Willingen sein Premierensieg in einem Mixed-Team-Springen im Weltcup. Er wurde als einer von fünf männlichen Skispringern für das slowenische Team bei den Olympischen Winterspielen 2022 in Zhangjiakou nominiert.
Im Einzelwettbewerb von der Normalschanze, seinem einzigen Einsatz bei den Winterspielen, sprang er auf den 13. Rang. Bei der Skiflug-Weltmeisterschaft 2022 in Vikersund flog er im Einzel auf Rang fünf und wurde am 13. März 2022 gemeinsam mit Domen Prevc, Peter Prevc und Timi Zajc Weltmeister im Teamfliegen; es war das erste Mal, dass ein slowenisches Team diesen Titel gewann. Am 26. März 2022 triumphierte das slowenische Team mit Žiga Jelar, Peter Prevc, Timi Zajc und Anže Lanišek auch beim Weltcup-Skifliegen in Planica. Am Saisonende erreichte er mit dem siebten Rang im Gesamtweltcup und Platz fünf in der Skiflugwertung seine bis dahin besten Gesamtergebnisse.
Nach einem 25. Platz zu Beginn der Weltcup-Saison 2022/23 in Wisła und einem zweiten Platz am nächsten Tag an gleicher Stelle gewann Lanišek drei der darauffolgenden sechs Einzelspringen in Kuusamo, Titisee-Neustadt und Engelberg und konnte sich zwei weitere Male (jeweils einmal als Zweiter und Dritter) auf dem Podium platzieren. Damit lag er vor der 71. Vierschanzentournee auf dem zweiten Platz im Gesamtweltcup; lediglich der vierfache Saisonsieger Dawid Kubacki lag zu diesem Zeitpunkt vor ihm. Die Tournee schloss er nach zwei zweiten Plätzen in Garmisch-Partenkirchen und Bischofshofen und einem dritten Platz in Innsbruck auf dem dritten Gesamtrang ab.
Im weiteren Saisonverlauf bis zu den Nordischen Skiweltmeisterschaften 2023 in Planica konnte er noch als Zweiter in Willingen eine weitere Podiumsplatzierung erreichen. Bei den Weltmeisterschaften blieb er als Neunter von der Normalschanze und Elfter von der Großschanze zwar ohne Medaillen in den Einzelwettbewerben, konnte jedoch zunächst im Mixed-Team-Springen von der Normalschanze gemeinsam mit Nika Križnar, Timi Zajc und Ema Klinec die Bronzemedaille und am 4. März 2023 an der Seite von Lovro Kos, Žiga Jelar und Timi Zajc erneut als erstes slowenisches Team in der Geschichte der Weltmeisterschaften die Goldmedaille im Springen der Männer gewinnen.
Lanišek erzielte beim ersten Wettbewerb im Weltcup nach den Weltmeisterschaften in Oslo seinen vierten Saisonsieg. Nach einem zweiten Platz beim zweiten Springen von Oslo, einem weiteren zweiten Platz in Lillehammer und einem dritten Platz beim Skifliegen in Vikersund wurde er in der Gesamtwertung der Raw Air wie schon bei der Vierschanzentournee Dritter. Nach zwei weiteren zweiten Plätzen beim abschließenden Skifliegen wiederum in Planica erreichte er auch in der Weltcup-Gesamtwertung hinter Halvor Egner Granerud und Stefan Kraft den dritten Rang und damit eine weitere Steigerung im Vergleich zu den Vorjahren. Darüber hinaus wurde er Dritter im separaten Skiflug-Weltcup.
Bei den Europaspielen 2023 gewann er gemeinsam mit Nika Križnar, Timi Zajc und Nika Prevc die Bronzemedaille im Mixed-Team.
Im Januar 2024 verletzte sich Lanišek beim Training in Planica am Kreuzband und musste seine Teilnahme an der Skiflug-Weltmeisterschaft 2024 absagen.

## Auszeichnung für Fair Play
Bei der Siegerehrung der drei Saisonbesten 2022/23 in Planica sorgte Lanišek mit einer als Pappfigur geschnittenen Abbildung seines Kontrahenten Dawid Kubacki für Aufmerksamkeit, die er dort unter Tränen präsentierte.
Kubacki, als Zweiter hinter Halvor Egner Granerud bis dahin noch aussichtsreich im Rennen um einen der vorderen Ränge im Gesamtweltcup platziert, hatte die Saison während der Wettkämpfe in Vikersund aufgrund des gesundheitlichen Zustandes seiner Ehefrau vorzeitig beenden und zurück in seine Heimat reisen müssen; in der Folge fiel er im Verlauf der in dieser Saison verbliebenen vier Einzelwettkämpfe im Gesamtweltcup kampflos zunächst hinter Stefan Kraft und schließlich auch hinter Lanišek auf den vierten Platz zurück. Kubacki habe im Verlauf der Saison gezeigt, dass er ein großartiger Athlet und Mensch sei, sagte Lanišek unmittelbar nach Saisonende dazu.
Die Geste stieß insbesondere in Kubackis Heimat Polen auf ein breites mediales Echo. In seiner eigenen Heimat Slowenien wurde Lanišek dafür im Dezember 2023 mit einem Preis für Fair Play ausgezeichnet. „Dawid hat gezeigt, dass es im Leben mehr gibt als nur Sport. Er hat gezeigt, dass die Liebe zu seiner Familie für ihn an erster Stelle steht, und dafür respektiere ich ihn sehr. Deshalb wollte ich ihn auf diese Weise wertschätzen. Ich weiß, dass er unter den ersten drei im Weltcup sein sollte“, kommentierte er die Auszeichnung. Der Skisport-Weltverband FIS schrieb zur Auszeichnung in den sozialen Netzwerken, Lanišek sei ein Beispiel für wahren Sportsgeist.

## Erfolge

### Weltmeisterschaften
Nordische Skiweltmeisterschaften 2021 in Oberstdorf:
- Bronze im Einzelspringen (Normalschanze)

Skiflug-Weltmeisterschaft 2022 in Vikersund:
- Gold im Teamfliegen (gemeinsam mit Domen Prevc, Peter Prevc und Timi Zajc)

Nordische Skiweltmeisterschaften 2023 in Planica:
- Gold im Teamspringen (Großschanze; gemeinsam mit Lovro Kos, Žiga Jelar und Timi Zajc)
- Bronze im Mixed-Teamspringen (Normalschanze; gemeinsam mit Nika Križnar, Timi Zajc und Ema Klinec)

Nordische Skiweltmeisterschaften 2025 in Trondheim:
- Gold im Teamspringen (Großschanze; gemeinsam mit Lovro Kos, Domen Prevc und Timi Zajc)
- Silber im Mixed-Teamspringen (Großschanze; gemeinsam mit Ema Klinec, Domen Prevc und Nika Prevc)

### Weltcupsiege im Einzel
| Nr. | Datum             | Ort                    | Typ         |
| --- | ----------------- | ---------------------- | ----------- |
| 01. | 28. November 2021 | Kuusamo                | Großschanze |
| 02. | 26. November 2022 | Kuusamo                | Großschanze |
| 03. | 9. Dezember 2022  | Titisee-Neustadt       | Großschanze |
| 04. | 17. Dezember 2022 | Engelberg              | Großschanze |
| 05. | 11. März 2023     | Oslo                   | Großschanze |
| 06. | 1. Januar 2024    | Garmisch-Partenkirchen | Großschanze |
| 07. | 22. März 2025     | Lahti                  | Großschanze |
| 08. | 30. März 2025     | Planica                | Flugschanze |

### Weltcupsiege im Team
| Nr. | Datum           | Ort       | Typ                    |
| --- | --------------- | --------- | ---------------------- |
| 01. | 15. Januar 2022 | Zakopane  | Großschanze            |
| 02. | 28. Januar 2022 | Willingen | Großschanze Mixed      |
| 03. | 26. März 2022   | Planica   | Flugschanze            |
| 04. | 13. Januar 2024 | Wisła     | Großschanze Super Team |
| 05. | 23. März 2025   | Lahti     | Großschanze Super Team |

### Grand-Prix-Siege im Einzel
| Nr. | Datum              | Ort          | Typ         |
| --- | ------------------ | ------------ | ----------- |
| 01. | 9. September 2017  | Tschaikowski | Großschanze |
| 02. | 10. September 2017 | Tschaikowski | Großschanze |
| 03. | 5. Oktober 2019    | Klingenthal  | Großschanze |

### Continental-Cup-Siege im Einzel
| Nr. | Datum              | Ort                    | Typ         |
| --- | ------------------ | ---------------------- | ----------- |
| 01. | 29. Januar 2012    | Bischofshofen          | Großschanze |
| 02. | 8. Februar 2014    | Iron Mountain          | Großschanze |
| 03. | 13. September 2014 | Klingenthal            | Großschanze |
| 04. | 27. September 2014 | Trondheim              | Großschanze |
| 05. | 24. Januar 2015    | Planica                | Großschanze |
| 06. | 15. Februar 2015   | Lahti                  | Großschanze |
| 07. | 14. Januar 2017    | Garmisch-Partenkirchen | Großschanze |
| 08. | 20. Januar 2018    | Erzurum                | Großschanze |
| 09. | 3. Februar 2018    | Planica                | Großschanze |
| 10. | 4. Februar 2018    | Planica                | Großschanze |

## Statistik

### Weltcup-Platzierungen
| Saison  | Platz | Punkte |
| ------- | ----- | ------ |
| 2014/15 | 062.  | 0023   |
| 2015/16 | 025.  | 0232   |
| 2016/17 | 033.  | 0098   |
| 2018/19 | 030.  | 0177   |
| 2019/20 | 015.  | 0543   |
| 2020/21 | 009.  | 0775   |
| 2021/22 | 007.  | 0936   |
| 2022/23 | 003.  | 1679   |
| 2023/24 | 014.  | 0661   |
| 2024/25 | 004.  | 1056   |

### Grand-Prix-Platzierungen
| Saison | Platz | Punkte |
| ------ | ----- | ------ |
| 2015   | 032.  | 0092   |
| 2016   | 052.  | 0032   |
| 2017   | 002.  | 0353   |
| 2018   | 037.  | 0048   |
| 2019   | 016.  | 0129   |
| 2020   | 016.  | 0032   |
| 2021   | 005.  | 0208   |
| 2022   | 015.  | 0080   |
| 2023   | 036.  | 0063   |
| 2024   | 037.  | 0068   |

### Continental-Cup-Platzierungen
| Saison  | Platz | Punkte |
| ------- | ----- | ------ |
| 2011/12 | 028.  | 0227   |
| 2012/13 | 102.  | 0066   |
| 2013/14 | 007.  | 0623   |
| 2014/15 | 003.  | 0809   |
| 2015/16 | 035.  | 0335   |
| 2016/17 | 029.  | 0372   |
| 2017/18 | 008.  | 0795   |
| 2018/19 | 051.  | 0163   |
| 2019/20 | 104.  | 0040   |
| 2020/21 | 042.  | 0100   |
| 2021/22 | 062.  | 0130   |

### Schanzenrekorde
| Schanze (Hillsize)          | Ort  | Land     | Weite   | aufgestellt am    | Rekord bis        |
| --------------------------- | ---- | -------- | ------- | ----------------- | ----------------- |
| Rukatunturi-Schanze (HS142) | Ruka | Finnland | 149,0 m | 26. November 2022 | 27. November 2022 |